# Model pajęczyny
Model pajęczyny (model wahań tłumionych) - wyjaśnia procesy dostosowawcze na rynku w warunkach opóźnionej reakcji producentów, zaś natychmiastowej konsumentów, na zmiany cen.

## Oscylacje tłumione

Oscylacje tłumione

Występują wówczas, gdy amplitudy następujących po sobie faz wykazują tendencje spadkowe, w efekcie czego amplituda cyklu przyjmuje coraz mniejsze wartości czyli zmierza do zera. W przypadku oscylacji tłumionych współczynnik elastyczności cenowej popytu jest większy od współczynnika elastyczności cenowej podaży (krzywa popytu jest bardziej elastyczna od krzywej podaży).
Weźmy pod uwagę, że rynek jakiegoś produktu został wytrącony ze stanu równowagi (punkt przecięcia krzywej popytu i podaży) do punktu E0. W związku z tym cena produktu wzrosła do poziomu P0, przy wielkości podaży i zrealizowanej wielkości popytu Q0. Wysoka cena skłania producentów do zwiększenia produkcji w następnym roku do poziomu Q1. Przy cenie P0 powstaje nadwyżka wielkości podaży nad wielkością popytu, co powoduje obniżenie ceny do poziomu P1, a w tym punkcie powstanie chwilowy punkt równowagi. Zmniejszenie wielkości ceny nakłoni producentów do zmniejszenia produkcji w następnym roku do poziomu Q2. W tym wypadku będziemy mieć do czynienia z niedoborem wielkości podaży względem wielkości popytu, w wyniku tej sytuacji cena wzrośnie do poziomu P2 i w tym punkcie ustali się nowy punkt równowagi. Ten proces będzie trwał tak długo, aż cena oraz wielkość popytu i podaży powrócą do pierwotnego stanu równowagi w punkcie E.

Oscylacje periodyczne

## Oscylacje periodyczne
Weźmy pod uwagę, że rynek jakiegoś produktu został wytrącony ze stanu równowagi (punkt przecięcia krzywej popytu i podaży) do punktu E0. Cena produktu wzrosła do poziomu P0, przy wielkości podaży i zrealizowanej wielkości popytu Q0. Wysoka cena skłania producentów do zwiększenia produkcji w następnym roku do poziomu Q1. Przy cenie P0 powstaje nadwyżka wielkości podaży nad wielkością popytu, co powoduje obniżenie ceny do poziomu P1, a w tym punkcie powstanie chwilowy punkt równowagi. Zmniejszenie wielkości ceny nakłoni producentów do zmniejszenia produkcji w następnym roku do poziomu Q2=Q0. W tym wypadku będziemy mieć do czynienia z niedoborem wielkości podaży względem wielkości popytu, w wyniku tej sytuacji cena wzrośnie do poziomu P2=P0 i w tym punkcie ustali się nowy punkt równowagi. W tym wypadku jednak wahania ceny i ilości są z roku na rok jednakowe, w rezultacie czego rynek nie powróci nigdy do stanu wyjściowego równowagi E.. Występują jednak chwilowe punkty równowagi.

Oscylacje wybuchowe

## Oscylacje wybuchowe
Weźmy pod uwagę, że rynek jakiegoś produktu został wytrącony ze stanu równowagi (punkt przecięcia krzywej popytu i podaży) do punktu E0. Cena produktu wzrosła do poziomu P0, przy wielkości podaży i zrealizowanej wielkości popytu Q0. Wysoka cena skłania producentów do zwiększenia produkcji w następnym roku do poziomu Q1. Przy cenie P0 powstaje nadwyżka wielkości podaży nad wielkością popytu, co powoduje obniżenie ceny do poziomu P1, a w tym punkcie powstanie chwilowy punkt równowagi. Zmniejszenie wielkości ceny nakłoni producentów do zmniejszenia produkcji w następnym roku do poziomu Q2. W tym wypadku będziemy mieć do czynienia z niedoborem wielkości podaży względem wielkości popytu, w wyniku tej sytuacji cena wzrośnie do poziomu P2 i w tym punkcie ustali się nowy punkt równowagi. W tym wypadku jednak wahania ceny i ilości z roku na rok charakteryzują się rosnącą amplitudą, w rezultacie czego rynek nigdy nie osiąga punktu równowagi.

## Podsumowanie
Opóźnienie reakcji producentów na zmianę ceny powoduje oscylacje ceny i ilości, a ich charakter uzależniony jest od stosunku nachylenia linii popytu do linii podaży. Stosunek ten równa się stosunkowi elastyczności popytu do elastyczności podaży w punkcie ich przecięcia się. Rynek powraca do równowagi, gdy elastyczność popytu jest większa od elastyczności podaży, są to oscylacje tłumione, a rynek jest stabilny. Z oscylacjami periodycznymi mamy do czynienia, gdy elastyczność popytu jest równa elastyczności podaży, a oscylacjami wybuchowymi, kiedy elastyczność popytu jest mniejsza od elastyczności podaży. W pozostałych dwóch przypadkach rynek jest niestabilny.